# El mundo que soñé
El mundo que soñé – drugi album studyjny hiszpańskiej piosenkarki Pastory Soler, wydany w 1996 przez wytwórnię Polygram.
Album składa się z dziesięciu kompozycji, a za jego produkcję odpowiadał Eddy Guerin.

## Lista utworów
Źródło
1. „Lento amanecer” – 4:31
2. „Cómo sabré” – 4:34
3. „Sike noke” – 3:34
4. „Háblame del mar marinero” – 4:31
5. „Nadie” – 3:51
6. „Frente a mí” – 4:25
7. „Un ramito de violetas” – 4:34
8. „Contigo” – 3:48
9. „Cosas pequeñas” – 3:23
10. „Soy como soy” – 3:19

Całkowita długość: 40:30